# エウラリウス (対立教皇)
エウラリウス（? - 423年）は、第42代教皇であるボニファティウス1世の対立教皇である（在位：418年12月27日 - 419年）。

## 生涯
第41代教皇のゾシムスのもとで助祭長を務めた。418年12月26日にゾシムスが死去すると、12月27日に教会における少数の長老派によって対立教皇として擁立され、12月29日にラテラノ大聖堂で聖別された。
最初は西ローマ帝国の初代皇帝であるホノリウスから正統教皇として支持された。
しかし意を覆し、エウラリウスはローマから追放され、アティウム（アンツィオ）にまで逃亡した。
422年9月4日にボニファティウス1世が死去すると、次期教皇として推挙された。しかしこの頃のエウラリウスはすでに高齢で健康を害していたために辞退した。
423年に死去。